# Équipe cycliste Winspace Orange Seal
L'équipe cycliste Winspace Orange Seal (anciennement nommée Stade Rochelais Charente-Maritime) est une équipe cycliste féminine professionnelle française créée en 2019. Elle succède à la structure amateur DN 17 Nouvelle-Aquitaine.

## Historique

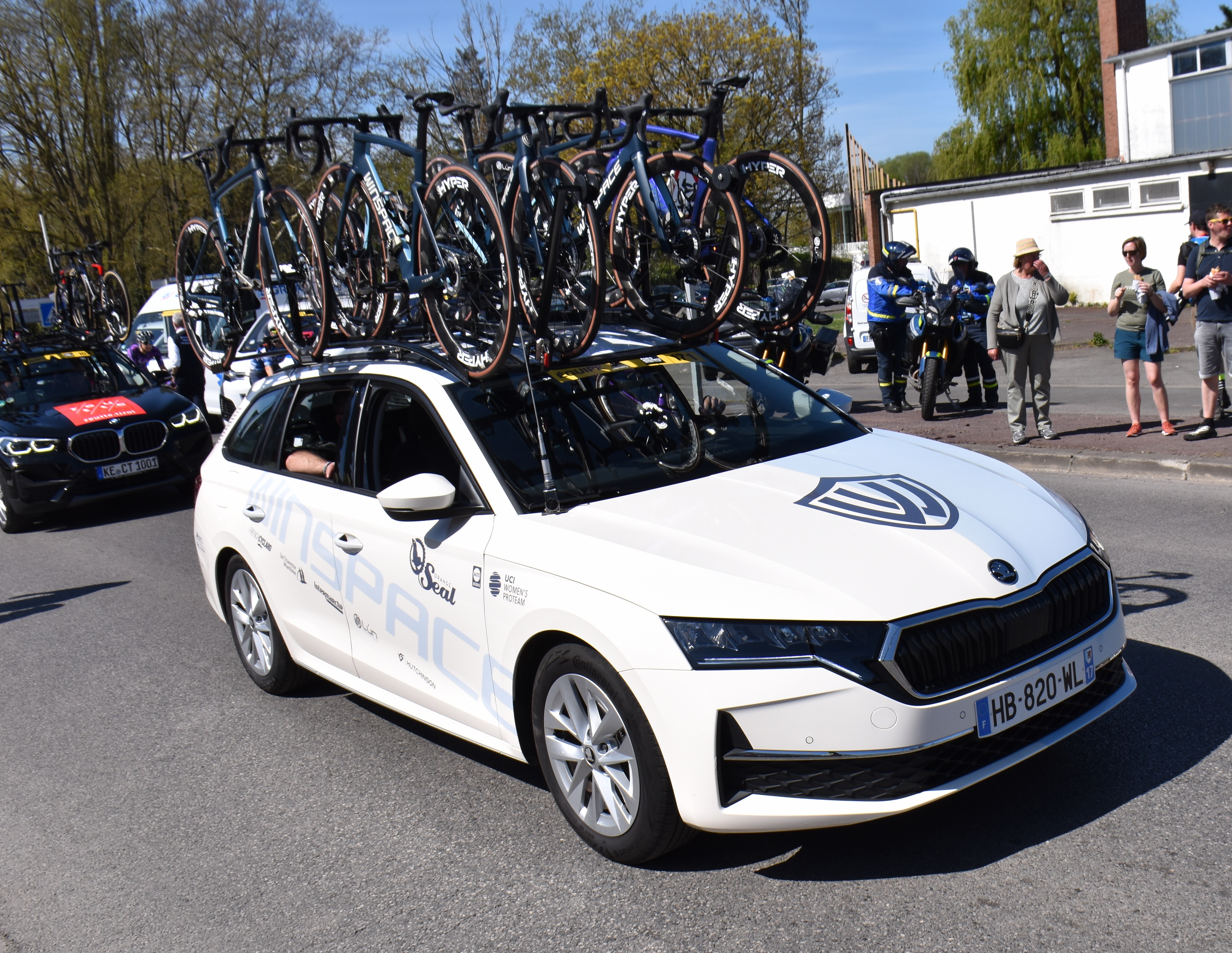
Véhicule Winspace Orange Seal 2025.

L'équipe est fondée en 2015 en tant qu'équipe amateur. En 2019, l'équipe alors sponsorisée par le département de la Charente Maritime, obtient une licence d'équipe féminine UCI. Gladys Verhulst remporte la première victoire internationale de l'équipe lors de cette saison 2019 lors de La Picto-Charentaise.
À partir de 2021, le département attire le Stade Rochelais comme co-sponsor titre. 
L'équipe est invitée au 1er Tour de France Femmes en 2022.
Le fabricant de vélos Winspace devient le nouveau sponsor principal de l'équipe lors de la saison 2024. L'équipe est alors invitée à La Vuelta Femenina 2024.
Pour la saison 2025, l'UCI créé une nouvelle catégorie d'équipes de 2e division internationale, entre les équipes World Team et les équipes continentales. L'équipe fait partie des 7 premières équipes de cette nouvelle catégorie UCI Women's ProTeam.
L'encadrement change, avec le départ de Jérémy Bellicaud et l'arrivée de Damien Pommereau et Franck Renimel.

## Classements UCI

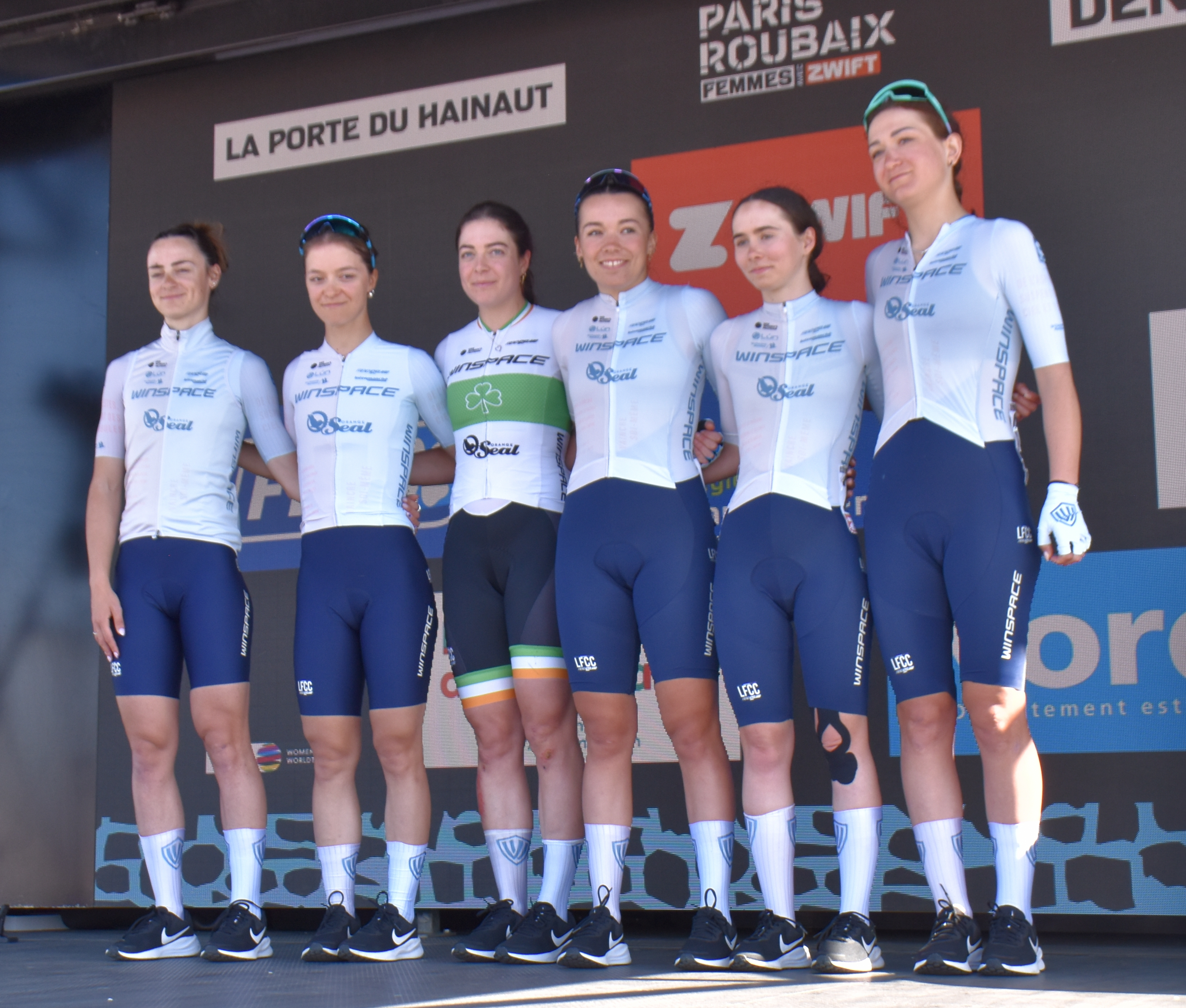
Présentation de l'équipe Paris-Roubaix 2025.

Ce tableau présente les places de l'équipe au classement de l'Union cycliste internationale en fin de saison, ainsi que la meilleure cycliste au classement individuel de chaque saison.
| Classement UCI | Classement UCI         | Classement UCI                              | Classement UCI |
| Année          | Classement par équipes | Meilleure coureuse au classement individuel |                |
| -------------- | ---------------------- | ------------------------------------------- | -------------- |
| 2019           | 44e                    | Gladys Verhulst (280e)                      |                |
| 2020           | 37e                    | Manon Souyris (311e)                        |                |
| 2021           | 23e                    | India Grangier (150e)                       |                |
| 2022           | 36e                    | Frances Janse van Rensburg (225e)           |                |
| 2023           | 35e                    | Lotte Claes (172e)                          |                |
| 2024           | 32e                    | Karolina Perekitko (97e)                    |                |
|                |                        |                                             |                |
| Source : UCI   |                        |                                             |                |

L'équipe est également classée sur l'UCI World Tour féminin.
| UCI World Tour | UCI World Tour         | UCI World Tour                              | UCI World Tour |
| Année          | Classement par équipes | Meilleure coureuse au classement individuel |                |
| -------------- | ---------------------- | ------------------------------------------- | -------------- |
| 2020           | 28e                    | Noémie Abgrall (135e)                       |                |
| 2021           | 30e                    | India Grangier (128e)                       |                |
| 2023           | 36e                    | Lotte Claes (257e)                          |                |
| 2024           | -                      | Aurela Nerlo (204e)                         |                |
|                |                        |                                             |                |
| Source : UCI   |                        |                                             |                |

## Winspace en 2025
| Effectif 2025            | Effectif 2025     | Effectif 2025 | Effectif 2025                   |
| Cycliste                 | Date de naissance | Pays          | Équipe précédente               |
| ------------------------ | ----------------- | ------------- | ------------------------------- |
| Marine Allione           | 7 avril 2001      | France        | VC Morteau Montbenoit (2021)    |
| Camille Fahy             | 7 juillet 2003    | France        | St Michel-Mavic-Auber 93 (2024) |
| Jenaya Francis           | 8 septembre 2004  | Canada        |                                 |
| Nadia Gontova            | 7 août 2000       | Canada        | DNA Pro Cycling (2024)          |
| Marie-Morgane Le Deunff  | 14 mai 2002       | France        | Arkéa-B&B Hotels Women (2024)   |
| Kiara Lylyk              | 9 juin 2004       | Canada        |                                 |
| Fiona Mangan             | 16 mai 1996       | Irlande       | Cynisca Cycling (2024)          |
| Aurela Nerlo             | 11 février 1998   | Pologne       | Massi Tactic (2023)             |
| Florence Normand         | 5 janvier 2002    | Canada        | Baloise-WB Ladies (2024)        |
| Karolina Perekitko       | 1 octobre 1998    | Pologne       | Team Groupe Abadie (2023)       |
| Constance Valentin       | 19 mars 1998      | France        | Sprinter Nice Métropole (2023)  |
| Luyao Zeng               | 30 mars 1998      | Chine         |                                 |
|                          |                   |               |                                 |
| Source : ProCyclingStats |                   |               |                                 |